# Islamofascism
Islamofascism, underförstått som "fascistisk islam", är en neologism som antyder ett samband mellan vissa nutida islamistiska rörelser och de fascistiska rörelserna i Europa under första halvan av 1900-talet. Organisationer som anklagats för att vara "islamofascistiska" är bland andra al-Qaida, Muslimska brödraskapet, Hamas och Hizbollah. Begreppet har även använts för vissa stater eller forna statsbärande rörelser, bland andra Irans regim efter den islamiska revolutionen (1978-1979) och talibanrörelsen i Afghanistan.
Själva den språkliga "konstruktionen" som sådan har ofta attackerats.
Personer som opponerar sig mot uttrycket islamofascism menar i gemen att detta nypåkomna begrepp kan reduceras till ett retoriskt uttryck för diverse krafters gemensamma ambition att svartmåla Islam som helhet. Andra hävdar, i sin tur, att det enda upptänkliga skälet till att misstänkliggöra uttrycket islamofascism är ett uppsåt att gynna eller vilja förneka uppenbara fascistoida tendenser inom Islam. Själva ordet islamofascism besitter således en mycket stark politisk och religiös laddning, hur man än ställer sig till det. 
Begreppet "islamisk fascism" användes troligen först av den franske historikern Maxime Rodinson, som en beskrivning på den iranska revolutionen 1978. Begreppet "islamofascism" tros emellertid ha myntats först 1990, då i en artikel av den skotske historikern Malise Ruthven. Begreppet har framförallt kommit i användning efter 11 september-attackerna 2001, då den islamistiska terrorismen åter hamnade i fokus. Begreppet har populariserats av bland andra den brittiske journalisten Christopher Hitchens och har fått stor spridning i USA, framförallt i neokonservativa kretsar. Journalisten Hitchens, liksom flera samhällsforskare, har pekat på flera likheter mellan islamism och den tidigare europeiska fascismen:
| ” | Båda rörelserna baseras på en kult av dödligt våld som upphöjer död och förstörelse och som föraktar det själsliga intellektet ("Död åt intellektet! Länge leve döden!" som general Francisco Francos högra hand Gonzalo Queipo de Llano så kärnfullt formulerade det). Båda är fientligt inställda till modernitet (förutom när det handlar om att framställa vapen), och båda är bittert nostalgiska över gångna tiders imperier och förlorad stolthet. Båda är besatta av verkliga och inbillade "förödmjukelser" och törstandes efter hämnd. Båda är kroniskt infekterade med av det antijudiska paranoida giftet (och intressant nog även dess mildare kusin, antifrimurarparanoian). Båda är lagda för ledardyrkan och framhåller den ensidiga vikten av en viss bok. Båda hyser starkt engagemang i sexuell repression – särskilt repressionen av all sexuell "dekadens" – och dess motsvarighet i kvinnans underordnande och förakt för det feminina. Båda föraktar konst och litteratur som utslag av degenerering och dekadens; båda bränner böcker och förstör museer och konstföremål. Fascismen (och nazismen) försökte även stävja de dåvarande framgångarna för den socialistiska rörelsen genom att utfärda pseudosocialistiska och populistiska appeller. Det har varit väldigt intressant att följa sättet som al-Qaida senast har strävat efter att ta efter och återanvända de globaliseringskritiska och gröna rörelsernas propaganda. | „ |
| – Hitchens, Christopher (22 oktober 2007). ”Defending Islamofascism”. Slate. http://www.slate.com/id/2176389. | |   |